# 秦尚行
秦尚行（？—1644年），明末清初年抗清领袖。他与葛东方、步国光、赵慎宽、陈九畴、张嘉儒等人在山东青州聚众反清，改元重兴，昌乐、寿光到海边都听从他的号令。顺治元年（1644年）九月，被清军山东临清总兵王国栋镇压。